# Aleksandar Ehrmann
Aleksandar Ehrmann (Podbuz, Poljska, 14. rujna 1879. – Zagreb, 13. travnja 1965.), hrvatski industrijalac, filantrop i diplomat koji je imao važnu ulogu u razvitku industrije u Slavonskom Brodu, začecima automobilizma i sportskoga zrakoplovstva u Hrvatskoj i u unapređivanju kulture jaskanskoga kraja i grada Zagreba.

## Podrijetlo i začeci karijere
Aleksandar Ehrmann je rođen 14. rujna 1879. u bogatoj židovskoj obitelji Ignaca i Adele Liebermann-Ehrmann. Podrijetlom je iz Podbuza u istočnoj Galiciji. Ehrmann je odrastao uz trojicu braće; Leona, Oskara i Leopolda. Cijela obitelj Ehrmann bavila se drvnom industrijom. Ehrmann, potaknut obiteljskom tradicijom, se pripremao za vodeće položaje u drvnoj industriji, pa je u razdoblju od 1899. do 1908. godine radio u nekoliko prestižnih srednjoeuropskih drvoprerađivačkih kuća. 1899. zaposlio se u parnoj pilani u transilvanskom gradu Agniti, u podružnici münchenske tvornice "Braća Freundlich". Nakon dvije godine rada, 1901. godine, na uredskim i blagajničkim poslovima Ehrmann se preselio u Beč gdje je odmah dobio zaposlenje u vrlo uglednoj dvorskoj tvornici parketa "Braća Engel". U Beču je živio dvije godine, od ožujka 1901. do travnja 1903. godine. Od 1. travnja 1907. do 31. kolovoza 1908. radio je za budimpeštansku drvnu industriju "Mundus", koja je bila u vlasništvu obitelji Ehrmann, i to u postrojenjima u Užgorodu u Kraljevini Ugarskoj, zatim u tvornici u Vratima u Gorskom kotaru kao voditelj opskrbe, te na kraju kao voditelj tvornice pokućstva u Varaždinu. Poslodavci u tim postrojenjima su bili veoma zadovoljni Ehrmannovim radom i sposobnostima. Ehrmann se nastojao u mladosti zaposliti u što više vodećih drvnih industrija i obići više industrijsko-prerađivačkih pogona kako bi stečeno znanje i iskustvo kasnije primijenio u vlastitoj tvornici.

## Poslovna, politička, diplomatska i društvena karijera
13. ožujka 1916. Ehrmann je preuzio vođenje obiteljske drvoprerađivačke tvrtke "Slavonija d.d." koju je 1903. godine osnovao njegov brat Leon. Također je kasnije preuzeo vođenje tvrtke Bothe i Ehrmann d.d. u Zagrebu koju je u listopadu 1895. osnovao Ehrmannov bratić Samuel Ehrmann zajedno sa svojim partnerom Eugenom Ferdinandom Botheom. "Bothe i Ehrmann d.d." je pod Ehrmannom do 1934. godine zapošljavala preko 500 radnika i bila je jedna od vodećih tvornica namještaja u Austro-Ugarskoj Monarhiji. Osim u "Slavoniji d.d.", Ehrmann je bio generalni direktor u "Jugoslavenskoj šumi d.d." iz Zagreba i industriji drva "Una d.d." iz Bosanske Dubice. Jedna od pilana "Slavonije d.d." bila je u Tesliću, a vodio ju je Ehrmannov nećak Emil Ehrmann. Zbog potreba koje su "Slavoniju d.d." vezale za željeznički promet, Aleksandar Ehrmann je 1923. godine potaknuo i privukao strani kapital za osnivanje "Prve jugoslavenske tvornice vagona strojeva i mostova d.d. Brod na Savi" (danas "Đuro Đaković"). Ehrmann je također investirao u proizvodnju vinarije "Mladina" (današnje "Jaska vino d.d." pod koncernom Agrokor) u Jastrebarskom. Uz to je bio i aktivan član zagrebačke "Trgovačkoobrtničke komore" i "Zemaljskog saveza industrijalaca". Ehrmann je bio jedan od uglednika koji su 30. travnja 1925. u Trgovačkom domu u Zagrebu utemeljili Aeroklub Zagreb. Na toj sjednici je izabran za drugog potpredsjednika kluba. Ehrmann je bio i član uprave zagrebačke sekcije jugoslavenskog autokluba tj. Automobilskog kluba Kraljevine Srba, Hrvata i Slovenaca. Ehrmann je na vodećim funkcijama u autoklubu proveo nekoliko mandata. Ehrmann je 1926. godine sudjelovao u osnivanju udruženja za promicanje umjetničkoga obtra "Djelo". Udruženje je djelovalo pod okriljem Akademije za umjetnost i obrt, a bavilo se promicanjem dizajna uporabnih predmeta domaće proizvodnje. Također je bio član društva "Kvak" koje je promicalo umjetnost, te je okupljalo brojne dobrotvore i umjetnike, poput slikara Mencia Klementa Crnčića. Ehrmann je bio i vlasnik "Zalagaonice" u Zagrebu, pa je više puta darivao Družbu "Braća Hrvatskoga Zmaja" vrijednim predmetima.
Sredina 1930-ih je bila kobna za nekoliko najvećih drvoprerađivačkih poduzeća u Kraljevini Jugoslaviji. Jedno od njih bila je i "Slavonija d.d." koja je 1936. godine otišla u stečaj. Podružnica u Beču, koju je vodio Aleksandrov brat Oskar, posluje samostalno još i danas. Također samostalno u Beču i danas posluje tvornica "Bothe i Ehrmann", čija je zagrebačka tvornica propala tridesetih godina 20. stoljeća. Ehrmann je 1926. godine, preko "Jugoslavenske šume d.d.", kupio od grofa Ljudevita Erdödyja dvorac u Jastrebarskom zajedno s cijelim imanjem i lovištem. Sveukupna površina posjeda iznosila je 904 jutra i 495 čvh., a cijena je iznosila 2,5 milijuna dinara. Dvorac je bio prilično zapušten i Ehrmannovi su na saniranje stanja, počevši s rekonstrukcijom krovišta, utrošili znatnu svotu novca. Ehrmann je u jugozapadnom krilu dvorca osnovao prirodoslovni muzej koji je otvorio za javnost. Nakon kraha "Slavonije d.d.", "Jugoslavenska šuma d.d.", koja je sa "Slavonijom d.d." bila poslovno i vlasnički povezana, morala je zbog velikih izdataka prodati dvorac u Jastrebarskom. Ehrmann je bio ravnatelja i član upravnoga odbora "Dioničkoga društva Silvex", te počasni konzul Portugala u Zagrebu.

## Obiteljski život, čovjekoljublje i donacije
U vrijeme boravka u Varaždinu, Ehrmann je upoznao svoju buduću suprugu Doru Wilczek, također židovku, kćer imućnoga poduzetnika Alberta Wilczeka i Elizabete Deutsch. Vjenčali su se 22. prosinca 1907. u Varaždinskoj sinagogi, a obred je vodio nadrabin dr. Ignjat Ernst. 1916. Ehrmann se s obitelji nastanio u Slavonskom brodu gdje je bilo postrojenje "Slavonije d.d.". Najstarija kći Ada im se rodila 24. veljače 1909. godine. Ubrzo poslije su se preselili u Zagreb na Mažuranićev trg 11. U Zagrebu se Ehrmannovima 11. listopada 1913. rodila kći Hedi, a 28. ožujka 1916. sin Leon koji je dobio ime po Aleksandrovu bratu, a koji je bio preminuo tri godine ranije. U travnju 1918. Ehrmann je s obitelj preselio u Budimpeštu, ali se već u ožujku 1919. vratio u Zagreb, u kojem je bilo sjedište "Slavonije d.d." S obzirom na to da su se 1919. godine trajno nastanili u Zagrebu, Ehrmannovi su 1922. godine naručili od arhitekta Viktora Kovačića projekt vile Ehrmann koja se nalazila u Jurjevskoj ulici 23. Obitelj Ehrmann je od 1926. do 1939. godine okupljala u Jaski društvenu kremu i organizirala brojne lovove za svoje prijatelje i poslovne partnere. Ehrmanna je 1937. godine u dvorcu posjetio tadašnji nadbiskup koadjutor Alojzije Stepinac, koji je bio zainteresiran za kupnju dvorca za potrebe zagrebačkog Kaptola. Obitelj Ehrmann bila je omiljena u predratnom Zagrebu. Voljeli su okupljati društvo, a bogatstvom se nisu razmetali; dapače, smatrali su da ih ono obvezuje na dobročinstvo i na nesebično služenje u korist općega dobra. Ehrmann je običavao davati pomoć onima koji su je najviše trebali, pa je tako u više navrata donirao sredstva "Katoličkoj pripomoći za izbjeglice" u Jastrebarskom, "Banovinskom odboru društva Crvenog križa Banovine Hrvatske", kao i "Narodnoj pomoći". Ehrmann je 1941. godine darovao Gipsoteci grada Zagreba ukupno 10 vrijednih isprava. 1945. darovao je Državnom arhivu u Zagrebu 6 folija glagoljskog misala iz 14. stoljeća. Ehrmannovi su tijekom života u Zagrebu, od 1912. do 1965. godine, promijenili četiri adrese: najprije su stanovali na Mažuranićevom trgu 11, zatim u Ćirilometodskoj 3 na Gornjem gradu, u Draškovićevoj 15/III i nakon 1945. u Martićevoj 31/I.

## Tijekom Drugog svjetskog rata
Proglašenje Nezavisne Države Hrvatske (NDH) je Ehrmanna zateklo na mjestu ravnatelja "Dioničkoga društva Silvex". Cijelo vrijeme rata Ehrmann je proveo u Zagrebu. Kao Židovi, Ehrmannovi su po dolasku ustaškoga režima na vlast bili dužni podnijeti obveznu prijavu imetka židova "Uredu za obnovu privrede Ministarstva narodnoga gospodarstva". Prijave su podnijeli 6. rujna 1941. godine. Ante Pavelić je zahtijevao da se s Ehrmannom postupa kao s predstavnikom Portugala u NDH. Ehrmann je nastojao pomoći židovima da emigriraju iz NDH, pa im je izdavao vize za Portugal na svoju ruku. Ehrmanni su u vrijeme NDH proživjeli četiri mračne godine života. Ehrmannov sin Leon je odveden u njemačko zarobljeništvo kao časnik vojske Kraljevine Jugoslavije, kći Ada je s mužem Juliusom Weinrebeom emigrirala u Split koji je bio pod talijanskom okupacijom, a zet od druge kćeri Hedi, ginekolog dr. Mladen Bival, izgubio je po uspostavi ustaške vlasti u Zagrebu radno mjesto liječnika u "Sanatoriju Merkur" u Zajčevoj ulici. Ehrmannu su nacisti oduzeli i nekoliko građevinskih zemljišta u Beču koje je kupio još 1929. godine, te zemljište u Šubićevoj ulici u Zagrebu. Ehrmann je preko Titova pouzdanika dr. Srećka Šilovića, kasnijega jugoslavenskog ambasadora u Norveškoj, davao u više navrata 1941. i 1942. znatne svote novca za borbu protiv okupatora.

## Život nakon rata
Novouspostavljena vlast SFR Jugoslavije nije imala previše sluha za dobrotvore iz redova kapitalista, iako su Ehrmannove zasluge za narod bile neosporne. Iako antifašist, Ehrmann je bio okarakteriziran kao klasni neprijatelj, pa mu tako nova vlast nije priznala pravo na mirovinu. Preseljen je iz velikoga stana u Draškovićevoj ulici u manji. Skromno je živio pomalo rasprodajući svoju imovinu. Umro je u Zagrebu, u Martićevoj 31, 13. travnja 1965. godine. Aleksandar Ehrmann je pokopan u obiteljskoj grobnici u arkadama na Mirogoju. Supruga Dora je po njegovoj smrti preseljena u još manji stan, u Heinzlovoj 5, gdje je živjela do smrti 29. prosinca 1971. godine.